# Sarsonia leptosoma
Sarsonia leptosoma är en rundmaskart som först beskrevs av De Man 1893.  Sarsonia leptosoma ingår i släktet Sarsonia och familjen Linhomoeidae. Arten är reproducerande i Sverige. Inga underarter finns listade i Catalogue of Life.